# 기독교복음침례회
기독교복음침례회(영어: Evangelical Baptist Church of Korea)는 권신찬이 창시한 기독교계 신흥 종교이다. 대한민국의 개신교 상당수는 이 교단을 인정하지 아니한다.
본래 믿음과방패선교회라는 이름의 선교단체 선교사 딕 욕의 영향을 받은 단체이다.

## 역사
본래 대한예수교장로회(통합)의 목사로 대구에서 칠성교회를 담임하던 권신찬이 딕 욕(Dick York)의 교리를 배움으로서 시작되었으며, 당시에는 평신도복음선교회라는 명칭을 사용하였다. 권신찬의 사위 유병언이 교회 자금으로 사업을 하는 것을 이복칠이 반대하여 권신찬에게 문제를 제기했으나 권신찬이 유병언을 지지하면서 1982년 대한예수교침례회가 분파되었다.

## 금수원
금수원은 대한민국 경기도 안성시 보개면 서동대로 5908에 있는 기독교복음침례회의 종교 시설이다.